# Sveriges Kvinnoorganisationer
Sveriges Kvinnoorganisationer (SKO) är en paraplyorganisation för den svenska kvinnorörelsen, grundad 1997 under namnet Samverkansforum för Kvinnor i Sverige (SAMS). Åren 2002–2022 hette organisationen Sveriges Kvinnolobby.
Enligt sina stadgar är SKO en feministisk intresseorganisation som verkar för kvinnors fulla mänskliga rättigheter och ett jämställt samhälle. Sedan slutet av 2010-talet har SKO i allt högre grad företrätt könskritiska åsikter. År 2025 lanserade SKO Women's Platform for Action International (WoPAI) för att främja ”könsbaserade rättigheter” och motverka det de kallar en ”pro-gender-rörelse”, en ”queeragenda” och "idéer om ‘könsidentitet’".

## Om organisationen
Initiativet till organisationen togs av dåvarande statssekreteraren hos jämställdhetsministern, Ingegerd Sahlström. Syftet var att skapa ett forum som kunde samordna de olika kvinnoorganisationernas representation i såväl nationella som internationella sammanhang. Den första ordföranden för Samverkansforum för Kvinnor i Sverige (som organisationen då hette) var Gunvor Ngarambe. Ordförande för Sveriges Kvinnoorganisationer var under åren 2009–2015 Gertrud Åström. Clara Berglund, pressekreterare vid SFS, valdes 2015 till ordförande efter att ha nominerats av Fredrika Bremer-förbundet. Anna Giotas Sandquist satt som ordförande från 2016-2022. Susannah Sjöberg är organisationens nuvarande ordförande.
Enligt sina stadgar är Sveriges Kvinnoorganisationer en feministisk intresseorganisation som verkar för kvinnors fulla mänskliga rättigheter och ett jämställt samhälle. Verksamheten utgår från FN:s konvention om avskaffande av all slags diskriminering mot kvinnor, the Convention on the Elimination of All Forms of Discrimination against Women, förkortat CEDAW, och handlingsplanen Beijing Platform for Action.
Sveriges Kvinnoorganisationer är det svenska samordningsorganet inom The European Women's Lobby (EWL), Den europeiska paraplyorganisationen har cirka 2 000 medlemsorganisationer i och utanför EU.
Sveriges Kvinnoorganisationer hade under 2010-talet cirka 50 medlemsorganisationer och samverkar i olika nätverk. Några av nätverken är:
- Q-sam/Kvinnor i samverkan – forum för Sveriges Kvinnoorganisationer och riksdagspartiernas kvinnoorganisationer.
- NOKS – forum för samverkan mellan de nordiska paraplyorganisationerna.
- Operation 1325[14] – nätverk som verkar för kvinnors deltagande i konfliktförebyggande arbete nationellt och internationellt.
- CIVOS – civilsamhällets organisationer i samverkan.[15]

## Verksamhet

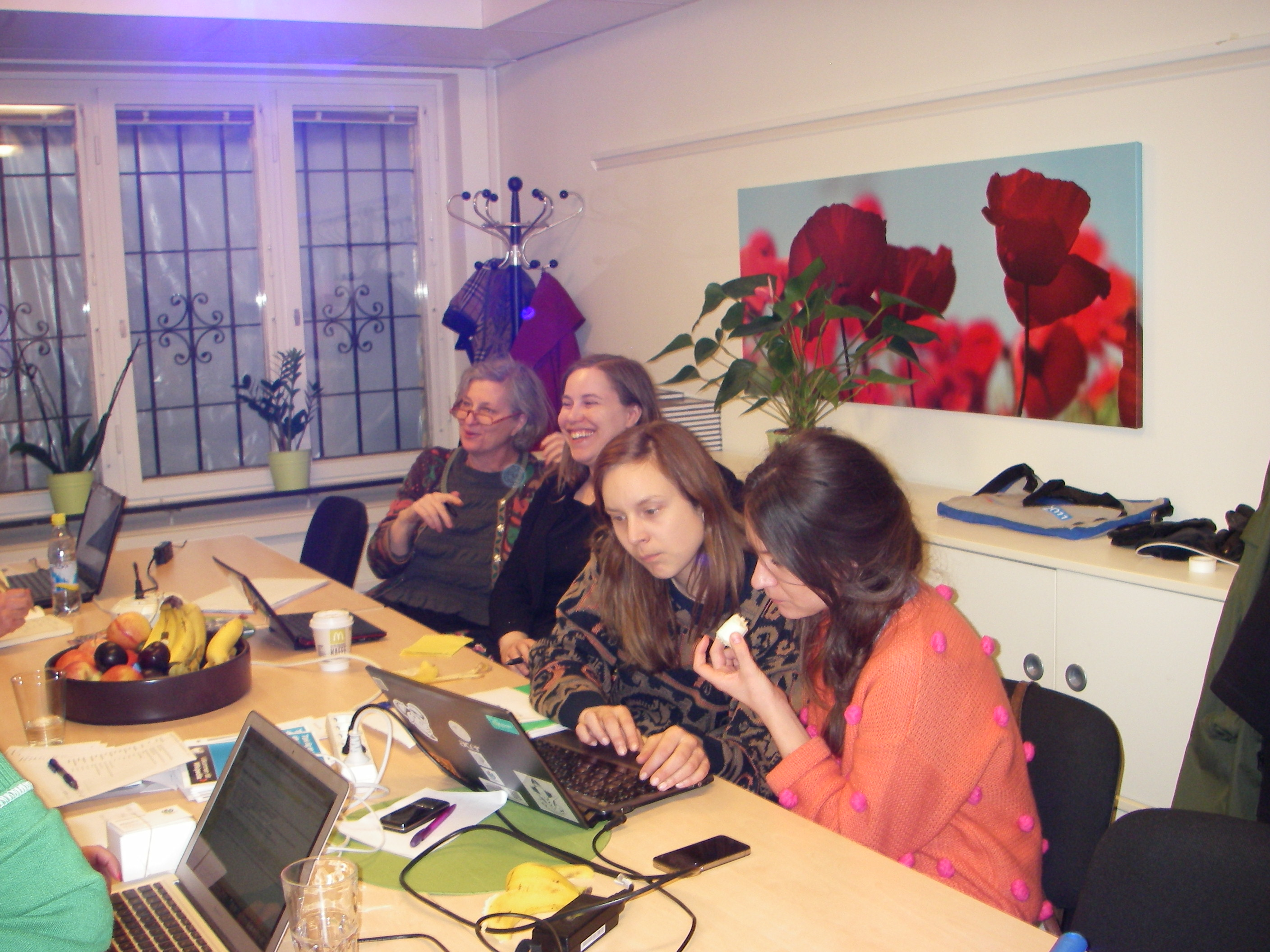
Wikifemdeltagare vid en workshop.

Organisationens arbete bedrivs främst genom lobbyaktioner gentemot regering och andra makthavare, och genom informationskampanjer i form av seminarier och konferenser. 
Sverige Kvinnoorganisationer arbetar kontinuerligt med så kallad jämställdhetsbudgetering. Jämställdhetsbudgetering innebär att undersöka hur offentliga resurser fördelas mellan könen. Sveriges Kvinnoorganisationer granskar bland annat regeringens budgetpropositioner ur ett genusperspektiv.
Sveriges Kvinnoorganisationer är initiativtagare till 16:06-rörelsen (senare känd som Lön hela dagen), som vill synliggöra löneskillnader mellan män och kvinnor. Man är även aktiv i Forum Jämställdhet – Sveriges största jämställdhetskonferens och till Wikifem som syftar till att öka andelen kvinnor som redigerar på Wikipedia.

### Lön hela dagen
16:06-rörelsen är en sammanslutning av politiska kvinnoförbund, fackliga organisationer och kvinnorörelsens organisationer som tillsammans arbetar för att även kvinnor ska få "lön hela dagen".
Kampanjens mål är lika lön för lika och likvärdigt arbete.

### Wikifem
Wikifem är ett feministiskt initiativ med syfte att öka antalet kvinnliga skribenter på Wikipedia. 
Syftet med initiativet och satsningen Wikifem är att skapa en gemensam plats för ett kollektivt handlande utifrån enskilda kvinnors insatser. Tanken är helt enkelt att de som är intresserade själva kan bidra med artiklar och kompletteringar till befintliga artiklar på Wikipedia.
I december 2011 uppmärksammades Wikifem i SVT:s Kulturnyheterna.

### Forum Jämställdhet
Forum Jämställdhet är Sveriges största jämställdhetskonferens. Den samlar chefer, förtroendevalda och experter från offentlig och privat sektor. Det är ett tillfälle för kompetensutveckling för alla som arbetar med eller ansvarar för jämställda verksamheter. Ett syfte med konferensen är att utveckla, sprida kunskap om och inspirera till jämställdhetsintegrering. 
I januari 2016 genomfördes konferensen Jämställdhetsdagarna arrangerat av Sveriges Kvinnolobby och MCI Scandinavia den 27–28 januari i Malmö. Forum Jämställdhet är en vidareutveckling av så väl Nordiskt Forum som Jämställdhetsdagarna. 2017 genomfördes Forum Jämställdhet den 31 januari–1 februari i Örebro. 2018 genomfördes Forum Jämställdhet 6–7 februari i Karlstad och 2019 genomfördes Forum Jämställdhet 30–31 januari i Luleå. 2020 arrangeras Forum Jämställdhet i Jönköping 5–6 februari. 2021 och 2022 genomfördes konferensen digitalt med anledning av Coronapandemin. 2023 arrangerades Forum jämställdhet i Malmö den 7–8 februari. 

### Nordiskt Forum Malmö 2014 – New Action on Women's Rights

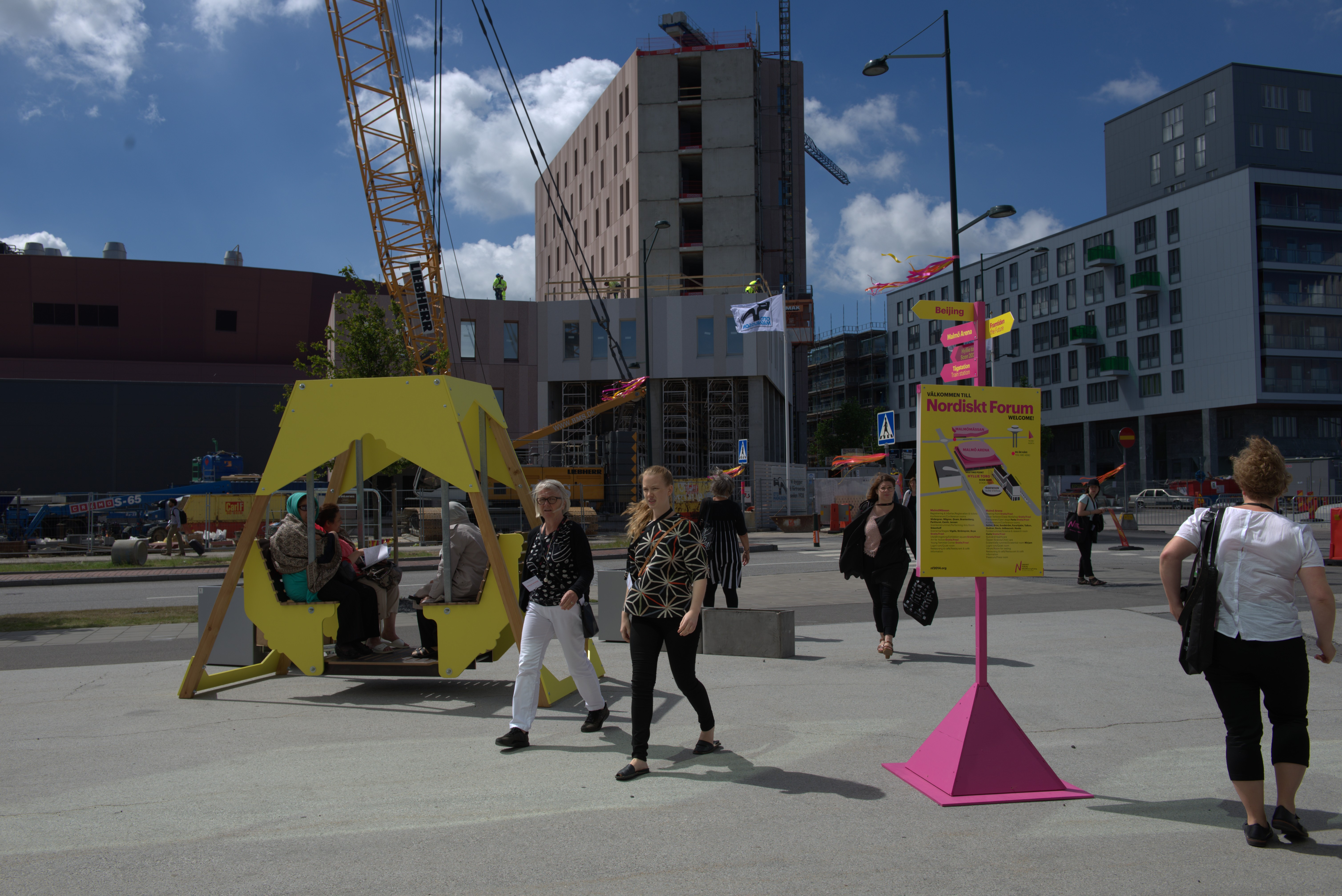
Utanför entrén till Nordiskt forum.

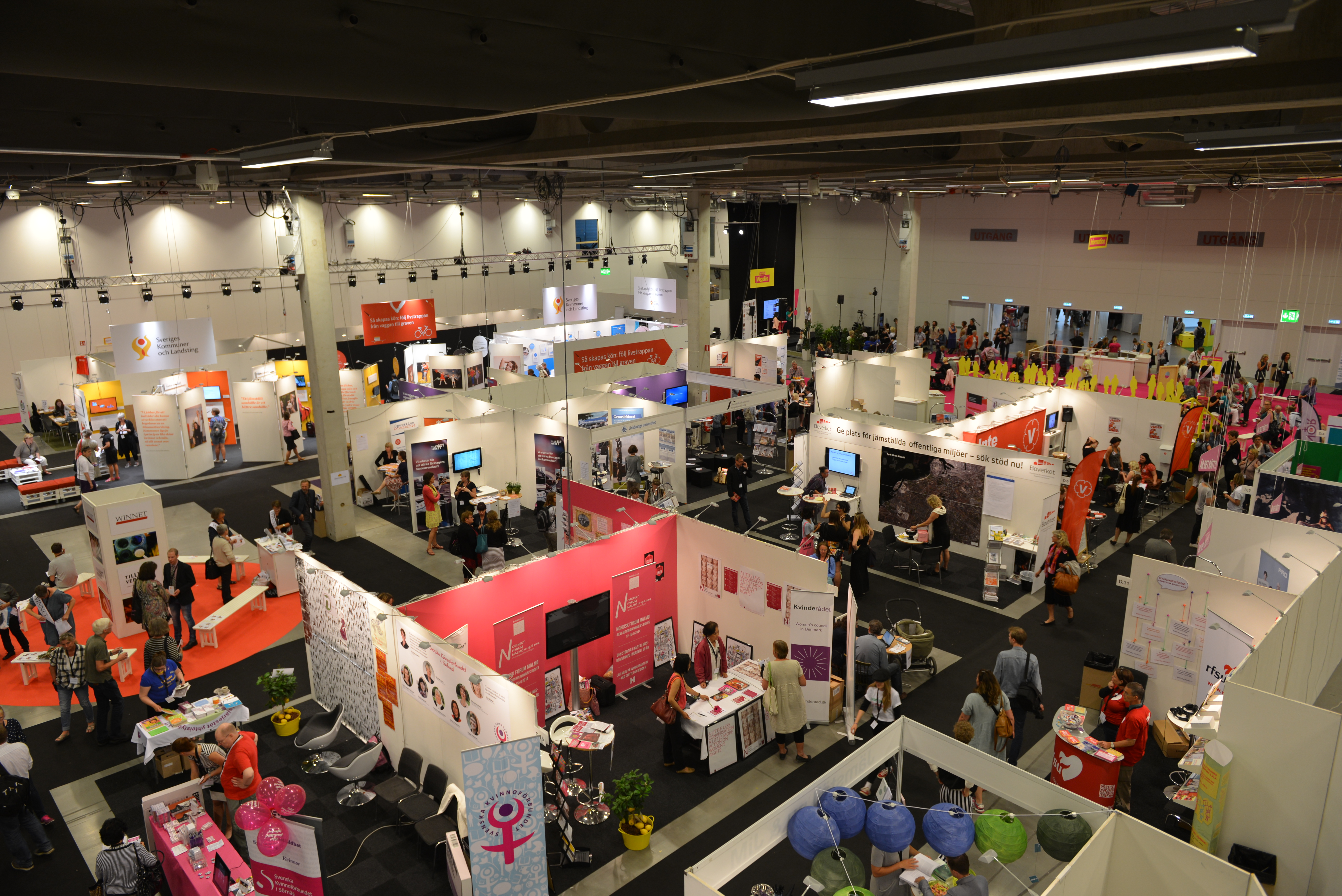
Mässhallen under Nordiskt forum

Nordiskt Forum Malmö 2014 – New Action on Women’s Rights var Nordens största samling för kvinnorörelsens alla olika delar sedan 1990-talet och arrangerades av organisationer ur den nordiska kvinnorörelsen i Danmark, Finland, Island, Norge och Sverige. 
Den 16 november 2012 meddelade Sveriges regering att Sveriges Kvinnoorganisationer beviljats ekonomiskt bidrag om 10 miljoner kronor för genomförandet av konferensen.
Den 27 november 2012 tillkännagav Malmö Stad sitt stöd för och samarbete med konferensen.
Konferensen ägde rum den 12–15 juni 2014 på Malmömässan och Malmö Arena. Konferensen var ett initiativ av Sveriges Kvinnoorganisationer och syftade till att utveckla ett jämställt samhälle där kvinnor har fulla mänskliga rättigheter. Parallellt med Nordiskt Forum ägde även en Feministisk Festival rum i Malmö Folkets Park.
Aktiviteterna innefattade en mängd utställningsmontrar, seminarier, föredrag, artistframträdanden och andra kulturdelar. Bland annat invigdes 14 juni en väldig fontänskulptur av Charlotte Gyllenhammar på området, Mother, ett liggande kvinnoansikte med associationer till Moder Jord och ett symfoniskt verk av Anna-Lena Laurin, Quests!, uruppfördes.

### Arbete mot sexbranschen
Organisationen har tagit aktiv ställning mot sexbranschen som fenomen. Man deltar ofta i debatter och opinionsarbete för att sprida den svenska modellen kring prostitution, eftersom denna anses minska efterfrågan på sexuella tjänster. Man menar att sexbranschen som sådan i stort sett handlar om utnyttjande och våld mot kvinnor och att ersättning för en sexuell handling är en makthandling som en förövare utövar gentemot sitt offer.
SKO:s arbete inkluderar tanken att pornografi bör förbjudas, liksom att ord som sexarbete och sexarbetare endast är sexbranschens sätt att försöka legitimera ett för alla inblandade skadligt beteende. Man anser att pornografi har bevisade negativa hälsoeffekter. Flera av medlemsorganisationerna är kvinnoförbund inom större politiska partier där ungdomsförbunden har andra förhållningssätt till sexbranschen.
Opinionsarbetet inom SKO genomförs ofta i samarbete med medlemsorganisationer som Roks och Unizon, kvinnojoursorganisationer som arbetar med våldsutsatta kvinnor. Man är kritisk till att det under nuvarande lagstiftning (2022; se Tidöavtalet) är möjligt att utvisa utländska prostituerade som ertappats med att sälja sexuella tjänster.

### Transpersoner
I en rapport från 2015 på SKO:s webbplats, som syftade till att stärka feministisk organisering, betonades vikten av att aktivt motverka cissexism och inkludera trans- och queera personer i den feministiska rörelsen. I rapporten definierades det som transfobi att inte erkänna andra könsidentiteter eller uttryck än man och kvinna, eller att inte ta transpersoners könsidentitet på allvar.
Under senare delen av 2010-talet har forskare och aktivister uppmärksammat en förflyttning i SKO:s hållning, mot så kallade könskritiska eller transexkluderande åsikter. En vändpunkt kom 2019, när Signe Krantz, en 20-årig transkvinna och styrelsekandidat för medlemsorganisationen Maktsalongen, nekades möjlighet att kandidera. SKO genomförde enligt rapporter en icke-auktoriserad granskning av hennes juridiska könstillhörighet, vilket väckte stark kritik. Landsrådet för Sveriges Ungdomsorganisationer (LSU) kritiserade i ett öppet brev Sveriges Kvinnolobby för transfobi. Maktsalongen valde därefter att lämna SKO.
År 2018 kritiserade tretton svenska genusforskare SKL för att reproducera en binär och transexkluderande könssyn samt för att sprida missvisande påståenden i linje med en bredare antitransdiskurs, och uppmanade organisationen att i stället utveckla en solidarisk praxis byggd på aktuell kunskap om transpersoners livsvillkor. År 2024 skrev Sveriges Kvinnoorganisationer ett remissvar till den nya könstillhörighetslagen där de motsatte sig dess införande. Organisationen har hävdat att ny lag om könstillhörighet hotar jämställdheten både genom att det på sikt kan avskaffa jämställdhetsintegrering, könsbaserad statistik samt att kvinnor riskerar att utsättas för våld och övergrepp på toaletter, omklädningsrum och sporter. Detta kritiserades av feministiska politiker som exempelvis Linda Snecker. Som svar på kritiken har Sveriges Kvinnolobby uttalat att de arbetar för "alla kvinnors och flickors rättigheter, inklusive transkvinnors."
År 2020 beskrev genusforskarna Erika Alm och Elisabeth L. Engebretsen SKO:s ”könskritiska” linje som del av ett bredare mönster, som de kallade ”en nyckelfråga i dagens politiska och forskningsmässiga landskap (...) ett växande sammanfall, och i vissa fall medvetna allianser, mellan könskritiska feminister och religiösa, socialkonservativa och högerextrema rörelser.” I samma anda har genusforskarna Michal Grahn och Malin Holm pekat på att SKO:s argument mot den nya könstillhörighetslagen, exempelvis att lagen skulle hota ”kvinnors säkerhet” och ”könsbaserade rättigheter,” återger välkända mönster i antitransretorik från andra länder. Genusforskarna Karlberg, Korolczuk och Sältenberg menar att SKO:s deltagande i spridningen av könskritiska idéer bör förstås som en del av en bredare antigenuspolitisk utveckling i Sverige. Rapporten Report on violence and pathways to violence in anti-gender campaigns, publicerad av Europeiska kommissionen, diskuterade flera av SKO:s medlemsorganisationer som en del av antigenusrörelsen i Sverige. Den pekar på att Sverige har sett "en gradvis ökning av antigenusdiskurser mellan 2015 och 2023" och att även "självbeskrivna 'genuskritiska feminister'" såsom WDI och Women's Rights Watch ägnar sig åt angrepp på genusvetenskap och forskare.

### Women's Platform for Action International
År 2025 grundade Sveriges Kvinnoorganisationer Women's Platform for Action International (WoPAI). Organisationen fokuserar bland annat på vad den kallar kvinnors könsbaserade rättigheter och säger sig arbeta för att motverka alla hot mot kvinnors rättigheter, oavsett om de kommer från "ytterhögerns så kallade antigenusrörelse, genusrörelsen, queer, postmoderna eller neoliberala agendor av liberala eller vänsterpolitiska ursprung." Organisationen motsätter sig vad den kallar en "pro-gender-rörelse" inom akademin och civilsamhället samt "icke-legala och inte internationellt överenskomna idéer om ‘könsidentitet.’"
WoPAI delar adress med SKO. Från WoPAI:s grundande var SKO:s generalsekreterare Susannah Sjöberg även generalsekreterare för WoPAI, och SKO:s tidigare ordförande Gertrud Åström var WoPAI:s första ordförande. Organisationen består av internationella medlemmar som European Network of Migrant Women, Women’s Declaration International, For Women Scotland, Feminst Legal Clinic och International Coalition for the Abolition of Surrogate Motherhood.
WoPAI prisade Storbritaniens högsta domstols beslut i fallet UKSC 16, For Women Scotland Ltd v The Scottish Ministers, som fastslog att Equality Act 2010 ska tolkas utifrån vad domstolen beskriver som en biologisk syn på kön, vilket i de flesta fall gör det omöjligt att diskriminera transpersoner med ett gender recognition certificate utifrån könet de bytt till. Beslutet innebär bland annat att transkvinnor inte längre kan lönediskrimineras i jämförelse med män. WoPAI uttalade att "Storbritanniens högsta domstol vet vad en kvinna är" och uppmanade resten av världen att fatta samma beslut.
I juli 2025 publicerade SKO tillsammans med WoPAI ett gemensamt uttalande till stöd för Reem Alsalem och hennes rapport "Sex-based violence against women and girls". Rapporten uppmanade stater att "säkerställa att termerna 'kvinnor' och 'flickor' endast används för att beskriva biologiska honor." SKO och WoPAI beskrev transkvinnor som "män som inte vill bli behandlade i lag och praktik som män" och motsatte sig deras inkludering i analyser av våld mot kvinnor, anklagade stater och FN-organ för att "omdefiniera [kvinnor] till att inte längre existera juridiskt," kallade kvinnor en "könsklass" och fördömde "uteslutning, trakasserier och professionell vedergällning" mot dem "som förespråkar [...] könsbaserade rättigheter," vilka SKO menade möts av "institutionell makt och offentlig demonisering."

## Medlemsorganisationer
Omkring 50 organisationer tillhör paraplyorganisationen Sveriges Kvinnoorganisationer, bland annat Fredrika Bremer-Förbundet, Internationella Kvinnoförbundet för Fred och Frihet, FQ - Forum kvinnor och funktionshinder, KvinnorKan!, Kvinnliga Akademikers Förening, TRIS - Tjejers rätt i samhället, Riksorganisationen för kvinnojourer och tjejjourer i Sverige, Riksförbundet Internationella Föreningen för Invandrarkvinnor, Svenska Kvinnors Vänsterförbund, Unizon och 1,6 miljonerklubben. 